# Windsor (Virginia)
Windsor è un comune degli Stati Uniti d'America, situato nello Stato della Virginia, nella Contea di Isle of Wight.